# Мариупольская городская историческая библиотека имени Михаила Грушевского
Мариупольская историческая библиотека им. Грушевского — библиотека города Мариуполя.
В 1958 году библиотека впервые открылась в помещении ДК «Моряков». В 1984 году, в связи с расширением кружков, библиотеку перевели в здание общежития порта.
С 1984 года по 1992 год библиотека имела статус Мариупольской межсоюзной библиотеки центральной библиотечной системы, играя роль головной библиотеки профсоюзной системы города, и объединяла книжные учреждения портов Азовского моря. С распадом Советского Союза перестали существовать и централизованные системы. Решением горисполкома библиотеку переименовали в городскую историческую библиотеку им. Грушевского. 
Библиотека имеет фонды профсоюзной системы, а сейчас комплектование книгами происходит, исходя их статуса библиотеки: историческая и краеведческая литература, история религии и экономики, всемирная история, история искусств, право, история России и Украины. Фонды исторической библиотеки насчитывают порядка 30 тысяч книг, а также периодические издания. 
Ежегодно библиотеку посещают около 5 тысяч читателей.  
В 2003 году библиотека переехала в общежитие порта и занимала площади на условиях краткосрочной аренды через региональное отделение фонда Госимущества.

## Источник
- Алексей Лиманский. О меценатстве, библиотечном деле и искусстве // Вечерний Мариуполь.